# سروتسک
سروتسک (به لهستانی:  Srock) یک منطقهٔ مسکونی در لهستان است که در گمینا موشچنگتسا (استان ووتسکی) واقع شده‌است. سروتسک ۷۲۰ نفر جمعیت دارد.